# 皮内拉
皮内拉是葡萄牙布拉干萨区的一个堂区。总面积21.84平方公里，总人口244人，人口密度11.2人/平方公里。